# Салети
Салети (порт. Salete) — муниципалитет в Бразилии, входит в штат Санта-Катарина. Составная часть мезорегиона Вали-ду-Итажаи. Входит в экономико-статистический микрорегион Риу-ду-Сул. Население составляет 7432 человека на 2007 год. Занимает площадь 210,000 км². Плотность населения — 35,3 чел./км².

## История
Город основан 29 декабря 1961 года.

## Статистика
- Валовой внутренний продукт на 2003 составляет 60 743 988,00 реалов (данные: Бразильский институт географии и статистики).
- Валовой внутренний продукт на душу населения на 2003 составляет 8505,18 реалов (данные: Бразильский институт географии и статистики).
- Индекс развития человеческого потенциала на 2000 составляет 0,800 (данные: Программа развития ООН).

## География
Климат местности: умеренный.